# Musée Édith-Piaf
Le musée Édith-Piaf est un musée privé ouvert au public sur rendez-vous, au 5 rue Camille-Crespin-du-Gast dans le 11e arrondissement de Paris (France).

## Description
L'artiste Édith Piaf y a vécu en 1933.
Le musée Édith-Piaf est un musée privé, géré par l'association « Les Amis d'Édith Piaf », dédié à la mémoire de la chanteuse. Le musée a été créé par Bernard Marchois, auteur de biographies sur Édith Piaf. Il contient des souvenirs de l'artiste : photographies, lettres, partitions, affiches, robes de scène et vêtements de ville, enregistrements, sculptures, peintures, une collection de porcelaines, etc.

## Liens
- Musée Édith-Piaf.